# Präsidentschaftswahl in Gambia 2021
Die Präsidentschaftswahl in Gambia 2021 fand am 4. Dezember statt. Dabei wurde Adama Barrow für weitere fünf Jahre im Amt bestätigt.
Es war die neunte direkte Präsidentschaftswahl in der Geschichte Gambias.

## Hintergrund
Bei der vorangegangenen Wahl 2016 wurde der langjährige Präsident Yahya Jammeh abgewählt. Das Ergebnis hatte dieser aber lange Zeit nicht anerkannt, was zu einer veritablen Staatskrise geführt hatte. Zu einem Wechsel kam es erst, nachdem die Westafrikanische Wirtschaftsgemeinschaft (ECOWAS) begonnen hatte, Truppen in das westafrikanische Land zu entsenden. Die Wahl galt als Gradmesser, ob nach dem Gang Yammehs ins Exil eine offene Debattenkultur wieder möglich geworden sei.

## Wahlverfahren
Für einen Sieg reichte die einfache Mehrheit, eine Stichwahl war daher nicht vorgesehen. Eine Besonderheit des Wahlverfahrens besteht darin, dass keine Stimmzettel ausgegeben werden. Stattdessen stehen in den Wahllokalen Blechfässer in verschiedenen Farben, für jeden Kandidaten eines, zusätzlich versehen mit einem Photo der Person. In diese werfen die Wahlberechtigten eine kleine Murmel, die sie zuvor erhalten haben. Grund des mit der Unabhängigkeit des Landes 1965 eingeführten Verfahrens ist die hohe Zahl von Analphabeten im Lande.

## Kandidaten
Ursprünglich hatten 22 Personen ein Interesse an einer Kandidatur angemeldet, von denen aber der weit überwiegende Teil nicht von der Wahlkommission akzeptiert wurden. Die zugelassenen sechs waren:
- Adama Barrow (NPP), der Amtsinhaber
- Ousainou Darboe, (UDP), ehemaliger Minister und Vizepräsident
- Essa Mbye Faal, (Unabhängiger), Jurist
- Abdoulie Ebrima Jammeh, (NUP), ehemaliger Generaldirektor der Luftfahrtbehörde[5]
- Mamma Kandeh, (GDC) Abgeordneter im Panafrikanischen Parlament
- Halifa Sallah, (PDOIS), Parlamentsabgeordneter

## Ergebnis
| Kandidaten                               | Parteien                                                        | Stimmen | %    |
| ---------------------------------------- | --------------------------------------------------------------- | ------- | ---- |
| Adama Barrow                             | National People’s Party                                         | 457.519 | 53,2 |
| Ousainou Darboe                          | United Democratic Party                                         | 238.253 | 27,7 |
| Mamma Kandeh                             | Gambia Democratic Congress                                      | 105.902 | 12,3 |
| Halifa Sallah                            | People’s Democratic Organisation for Independence and Socialism | 32.435  | 3,8  |
| Essa Mbye Faal                           | Unabhängig                                                      | 17.206  | 2,0  |
| Abdoulie Ebrima Jammeh                   | National Unity Party                                            | 8.252   | 1,0  |
| Gesamt                                   | Gesamt                                                          | 859.567 | 100  |
|                                          |                                                                 |         |      |
| Wahlberechtigte                          | Wahlberechtigte                                                 | 962.157 |      |
|                                          |                                                                 |         |      |
| Quelle: Independent Electoral Commission |                                                                 |         |      |